# Liste in Madagaskar vorhandener Dampflokomotiven
Dies ist eine Liste erhaltener Dampflokomotiven auf dem Gebiet von Madagaskar.

## Lokomotiven mit Spurweite 36"
| Foto | Nummer oder Name  | Bauart / Achsfolge | Hersteller               | Fabrik-nr. | Baujahr | Historie | Eigentümer / Betreiber / Strecke        | Bemerkungen |
| ---- | ----------------- | ------------------ | ------------------------ | ---------- | ------- | -------- | --------------------------------------- | ----------- |
|      | SNBCE No. Unknown | 1’B1’              |                          |            |         |          | “La Marina de Nosy-Bé” Bar, Ambatoloaka | [ 1 ]       |
|      | SNBCE No. Unknown | C1                 | Baldwin Locomotive Works |            |         |          | “La Marina de Nosy-Bé” Bar, Ambatoloaka | [ 2 ]       |
|      | SNBCE No. Unknown | C                  | H.K. Porter              |            | 1918    |          | “La Marina de Nosy-Bé” Bar, Ambatoloaka | [ 3 ]       |
|      | SNBCE No. Unknown | C                  | H.K. Porter              |            | 1903    |          | Dzamandzar Usine Entrance, Djamandjar   | [ 4 ]       |
|      | SNBCE No. Unknown | C                  | H.K. Porter              |            | 1903    |          | La Bananae Restaurant, Djamandjar       | [ 5 ]       |

## Lokomotiven mit Spurweite 1000 mm
| Foto | Nummer oder Name | Bauart / Achsfolge | Hersteller | Fabrik-nr. | Baujahr | Historie                                        | Eigentümer / Betreiber / Strecke | Bemerkungen |
| ---- | ---------------- | ------------------ | ---------- | ---------- | ------- | ----------------------------------------------- | -------------------------------- | ----------- |
|      | ? No. ?          | C t                | Decauville | 1864       | 1933    | Merte: 600mm 28.03.1933 Sucreries de Madagascar | Namakia Sugar Mill               | [ 6 ]       |

## Lokomotiven mit Spurweite 600 mm
| Foto | Nummer oder Name | Bauart / Achsfolge | Hersteller         | Fabrik-nr. | Baujahr | Historie | Eigentümer / Betreiber / Strecke  | Bemerkungen |
| ---- | ---------------- | ------------------ | ------------------ | ---------- | ------- | -------- | --------------------------------- | ----------- |
|      | ? No. ?          | B                  | Orenstein & Koppel |            |         |          | Compagnie Salinière de Madagascar | [ 7 ]       |
|      | ? No. ?          | ?                  | ?                  |            |         |          | Tsimafana Village                 | [ 8 ]       |
|      | ? No. ?          | ?                  | ?                  |            |         |          | Masoala National Park, Tampolo    | [ 9 ]       |